# Таволжанка (Грибановский район)
Таволжа́нка — село в Грибановском районе Воронежской области.
Входит в состав Кутковского сельского поселения.

## Население
| 2010 | 2017 |
| ---- | ---- |
| 31   | ↘21  |

## Улицы
В селе имеется улица — Мира.